# Ортотрихум прекрасный
Орто́трихум прекра́сный (лат. Orthotrichum speciosum) — вид бриевых листостебельных мхов, входящий в род Ортотрихум семейства Ортотриховые (Orthotrichaceae).

## Ботаническое описание
Зелёный, нередко желтовато-зелёный мох, образующий крупные дерновинки до 5 см высотой. Стебель обычно сильно ветвистый.
Листья продолговато-ланцетной формы, постепенно заострённые к концу, немного извилистые, килеватые, 2,5—4 мм длиной и 0,7—1,1 мм шириной. Жилка листа не доходит до его конца. Клетки листа 8—12 мкм длиной, толстостенные, папиллозные, округлые, в середине основания удлинённые, по края основания квадратные.
Коробочка 1,5—2,5 мм длиной, выступающая из перихеция или приподнятая над ним, продолговатой формы, гладкая или с 8 едва заметными продольными полосками, после выбрасывания спор неправильно складчатая. Крышечка с длинным клювиком. Перистом двойной. Колпачок узкий, волосистый.
Споры 19—25 мкм.

## Распространение
Обычный мох в бореальной и неморальной зонах Северного полушария, встречается на ветвях и стволах лиственных деревьев, наиболее часто — на осине и иве. Изредка встречается на бетонных сооружениях.

## Таксономия

### Синонимы
- Dorcadion elegans (Schwägr. ex Hook. & Grev.) Lindb., 1879
- Dorcadion killiasii (Müll.Hal.) Lindb., 1879
- Dorcadion platyblephare (Müll.Hal.) Lindb. & Arnell, 1890
- Dorcadion speciosum (Nees) Lindb., 1879
- Lewinskya speciosa (Nees) F.Lara et al., 2016
- Orthotrichum affine var. speciosum (Nees) Hartm., 1832
- Orthotrichum elegans Schwägr. ex Hook. & Grev., 1824
- Orthotrichum killiasii Müll.Hal., 1858
- Orthotrichum platyblephare Müll.Hal., 1883

и другие.